# Lyctus pubescens
Lyctus pubescens là một loài bọ cánh cứng trong họ Bostrichidae. Loài này được Panzer miêu tả khoa học năm 1793.

## Hình ảnh

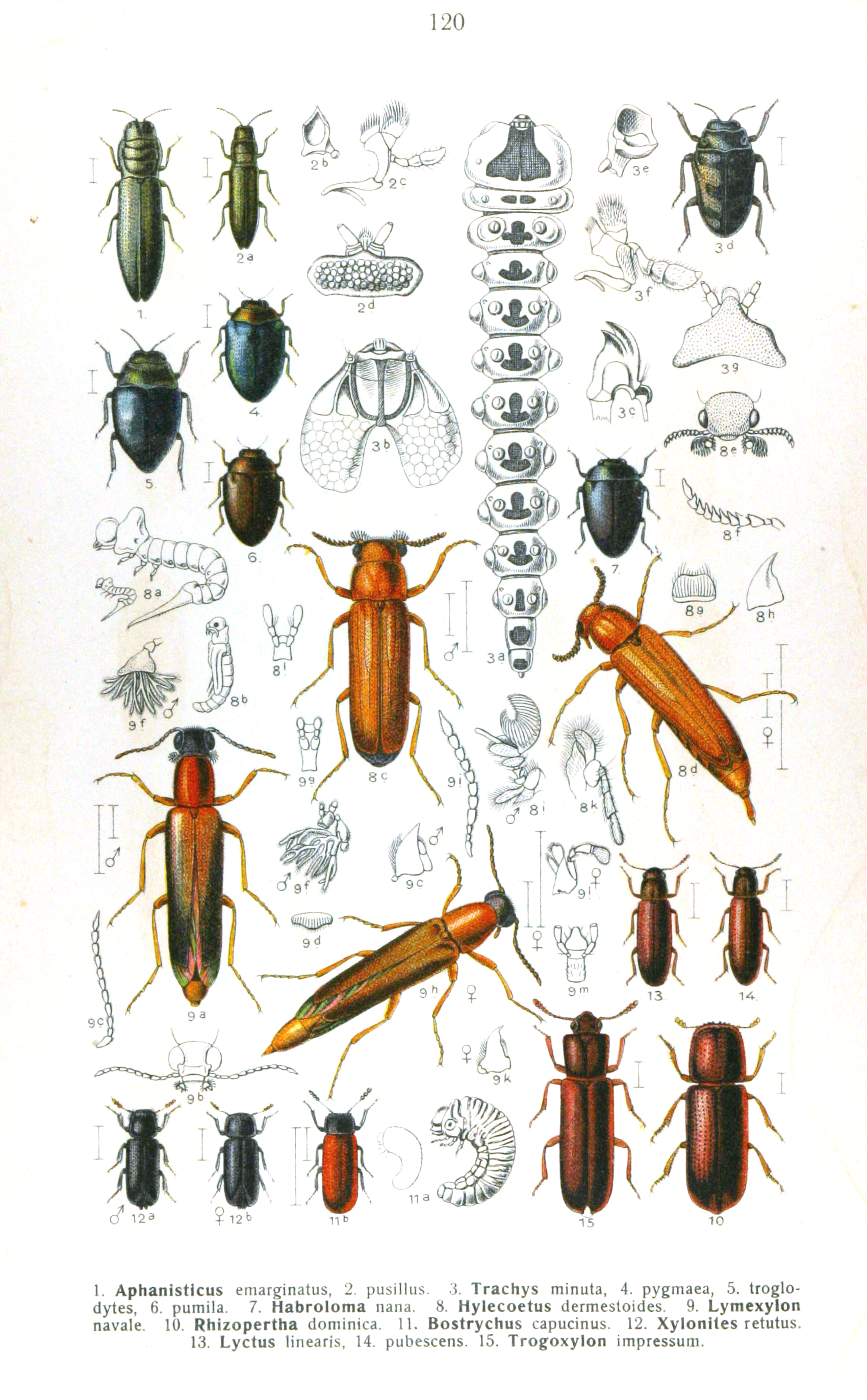